# Epipedobates anthonyi
Epipedobates anthonyi es una especie de anfibio anuro de la familia Dendrobatidae.

## Distribución geográfica
Esta especie habita a una altura de 150 a 1400 m en la vertiente occidental de la Cordillera Occidental en Ecuador en las provincias de Azuay, El Oro y Loja, y en Perú en las regiones de Piura, Tumbes y Ancash.
Es una especie terrestre que vive en bosques tropicales secos y llanuras húmedas.

## Descripción
Los machos miden de 19.0 a 24.5 mm y las hembras de 21.5 a 26.5 mm. 
Epipedobates anthonyi produce un moco tóxico en la piel, que contiene epibatidina (un alcaloide). La resistencia de esta rana a su propio veneno se debe a mutaciones en el gen que codifica el receptor generalmente sensible a la toxina.

## Reproducción
La hembra pone de 15 a 40 huevos de aproximadamente 2 mm de diámetro. Se depositan sobre la hojarasca. El macho vigila los huevos durante 2 semanas hasta que eclosionan. Los humedece regularmente y los defiende contra los depredadores. Después de la eclosión, el macho lleva renacuajos en su espalda a un arroyo. Los renacuajos terminarán su desarrollo solos.

## Etimología
Esta especie lleva su nombre en honor al mastozoólogo Harold Elmer Anthony, quien descubrió el holotipo.

## Publicación original
- Noble, 1921 : Five new species of Salientia from South America. American Museum novitates, n.º 29, p. 1-7[5]